# سد امپریال

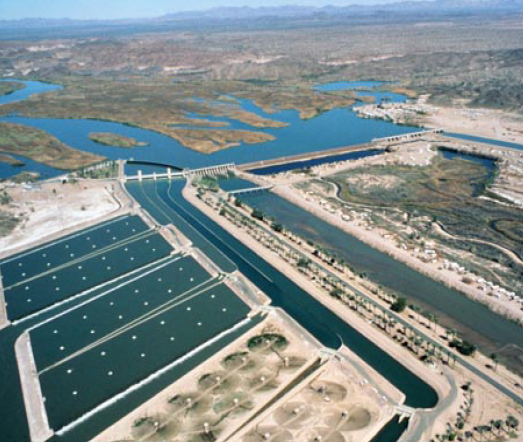
تصویر سد امپریال در کالیفرنیا ایالات متحده

سد انحرافی امپریال (به انگلیسی: Imperial Diversion Dam) (شناسه ملی # CA10159) یک سد قوسی و تکیه‌گاه بتنی، سازه سرریز اوجی در سراسر مرز کالیفرنیا/آریزونا، ۱۸ مایل (۲۹ کیلومتر) شمال شرقی یوما است. این سد که در سال ۱۹۳۸ تکمیل شد، آب‌های رودخانه کلرادو را در مخزن امپریال نگهداری می‌کند و سپس به کانال آلامریکن و قنات پروژه گیلا منحرف می‌شود. بین سال‌های ۱۹۳۲ و ۱۹۴۰، منطقه آبیاری امپریال (IID) بر کانال بین کالیفرنیا و کانال امپریال و رودخانه آلامو تکیه داشت.